# Ажи (Калвадос)
Ажи (фр. Agy) насеље је и општина у северној Француској у региону Доња Нормандија, у департману Калвадос која припада префектури Баје.
По подацима из 2011. у општини је живело 236 становника, а густина насељености је износила 56,06 становника/km². Општина се простире на површини од 4,21 km². Налази се на средњој надморској висини од 65 метара (максималној 83 m, а минималној 30 m).

## Демографија
| 1962. | 1968. | 1975. | 1982. | 1990. | 1999. | 2011. |
| ----- | ----- | ----- | ----- | ----- | ----- | ----- |
| 162   | 183   | 135   | 267   | 280   | 280   | 236   |

График промене броја становника у току последњих година